# Toshishiro Obata
Toshishiro Obata (小幡 利城, Obata Toshishiro), (né le 20 octobre 1948 à Gunma) est un maître japonais d'arts martiaux, et fondateur du Shinkendo.
Il est aussi acteur de films d'arts martiaux.

## Filmographie partielle
- 1989 : Sword of Bushido
- 1989 : Black Rain : Mediator
- 1990 : Les Tortues Ninja (Teenage Mutant Ninja Turtles) : Master Tatsu
- 1991 : Les Tortues Ninja 2 : Les héros sont de retour (Teenage Mutant Ninja Turtles II: The Secret of the Ooze) : Tatsu
- 1991 Showdown in Little Tokyo : Sato
- 1992 : Ulterior Motives : Bull Neck Yakuza
- 1992 : Rage and Honor : Chan Lu
- 1993 : Soleil levant (Rising Sun) de Philip Kaufman : Guard at Imperial Arms
- 1993 : Demolition Man de Marco Brambilla : CryoCon
- 1993 : Red Sun Rising : Oyabun
- 1994 : Blue Tiger : Kunimatsu
- 1994 : The Shadow : Mongols
- 1995 : La Proie (The Hunted) : Ryuma